# Thecocarcelia linearifrons
Thecocarcelia linearifrons là một loài ruồi trong họ Tachinidae.